# Majstigen
Majstigen eller Magdestigen var den gamla landsvägen västerut från Eskilstuna söder om Hjälmaren.
Den gick från Hållsta i Husby-Rekarne socken, passerade sydligaste delen av Gillberga socken och fortsatte genom Näshulta socken ned till Julita socken och Öljaren. Vägen var Näshulta sockens största landsväg och en viktig genomfartsled. Sträckningen har varierat något genom tiderna, i nordost och sydost följare vägen Länsväg 214 som den korsar på flera ställen. Genom Näshulta socken följde den samma sträckning som väg C 700 idag, men passerade Näshultaån strax söder om Hammarberget och delade sig i två slingor, en sydlig över Prästtorp och en nordlig över Björnmossen, vilka möttes igen vid Husby-Rekarne sockengräns. Båda slingorna är fortfarande underhållen grusväg. 
På 1750-talet upprustades vägsträckningen, och de äldre träbroarna ersattes delvis med stenvalvsbroar. En av dessa är Edebron över Näshultaån. Gästgiveriet fanns vid Hållsta i Husby-Rekarne, Nästorp i Näshulta socken och Botten i Julita socken.   